# Іан Мозлі
Іан Мозлі (англ. Ian Mosley; *16 червня 1953, Лондон, Англія) - ударник британського прогресивного рок-гурту Marillion. 
Мозлі приєднався до гурту у 1984 р. після їхнього довготривалого пошуку заміни Міку Поінтеру, який звільнився у 1983 р. Розпочав свою творчу діяльність в 1973 р. в складі гурту Darryl Way's Wolf; 3 альбоми:
- 1973, Травень: «Canis lupus»
- 1973, Жовтень: «Saturation point»
- 1974, Червень: «Night music».

В 1975 р. награна платівка «Birds» в складі гурту «Trace.
В 1981 р. брав участь в запису студійного («The peacock party») та концертного («Live») альбомів гурту «Gordon Giltrap». У 1975 р. В 1983 р. за його участю була записана платівка «Time-line» гурту Renaissance. В свій час Мозлі співпрацював також разом з колишнім гітаристом гурту Genesis Стівом Геккеттом під час запису його студійних сольних альбомів «Highly Strung» (1983) і  «Till we have faces» (1984), а також в турне, на матеріалі якого був записаний концертний альбом «Tima Lapse» (1994). 
В жовтні 1996 р. видав як виконавець з назвою Iris власний сольний альбом «Crossing the desert».
За участю Іана Мозлі в гурті Marillion були напрацьовані наступні альбоми:
- 1984: «Fugazi»
- 1984: «Real To Reel» (концертний)
- 1985: «Misplaced Childhood»
- 1986: «Brief Encounter» (Міні LP)
- 1987: «Clutching At Straws»
- 1988: «The Thieving Magpie» (2CD) (концертний)
- 1989: «Seasons End»
- 1991: «Holidays in Eden»
- 1994: «Brave»
- 1994: «Afraid Of Sunlight»
- 1996: «Made Again»
- 1997: «This Strange Engine»
- 1998: «Radiation»
- 1999: «marillion.com»
- 2001: «Anoraknophobia»
- 2004: «Marbles»
- 2007: «Somewhere Else»

Він і досі залишається учасником гурту Marillion.